# Línea VAC-242 (Largo recorrido)
La línea VAC-242 une la terminal subterránea de autobuses del Intercambiador de Avenida de América en Madrid con Aranda de Duero o El Burgo de Osma.

## Características
Esta línea une Madrid con Aranda de Duero en aproximadamente 2h y 30 minutos a través de la A-1, y Madrid con El Burgo de Osma en aproximadamente 2h y 45 minutos a través de la A-1 y la N-110.
Sus dos recorridos principales abarcan los destinos mencionados, existiendo también recorridos directos entre Madrid y Aranda de Duero, realizando algunos de ellos parada en el municipio de Boceguillas. Existe también un recorrido reducido entre Santo Tomé del Puerto y El Burgo de Osma, algunos servicios paran en el Aeropuerto Madrid-Barajas.
La actual concesión VAC-242 surge de la disolución de otras anteriores, previamente siendo la VAC-020 Madrid - El Burgo de Osma, con Hijuelas y VAC-050 Madrid - Aranda de Duero pertenecientes a ALSA a través de su filial NEX Continental Holdings (antiguamente Continental Auto). El trayecto hasta El Burgo de Osma existió como línea interurbana de Madrid bajo la numeración 190A hasta el 20 de diciembre de 2010.
Esta concesión estuvo operada por Autómnibus Interurbanos S.A. (AISA) desde su creación el 22 de noviembre de 2017 hasta su traspaso a ALSA nuevamente el 9 de diciembre de 2024.
Tras el traspaso a ALSA se incrementó el servicio con dos viajes adicionales, uno desde Aranda de Duero y otro desde Madrid. Además, los servicios de la ruta 5 comenzaron a realizar parada en el Aeropuerto Madrid-Barajas. Por el contrario, el servicio hacia El Burgo de Osma empeoró, requiriendo un transbordo en Santo Tomé del Puerto de lunes a viernes laborables, tan sólo realizando trayectos directos los sábados laborables, domingos y festivos.
A pesar de atravesar municipios y usar en ocasiones paradas de líneas interurbanas de Madrid y del CRTM no existe un acuerdo entre la Junta de Castilla y León y el CRTM para permitir el uso del Abono Transporte en algunos trayectos. Es por esto que no se encuentra información de la línea en las marquesinas que utiliza.
Está operada por la empresa ALSA, y mantiene los mismos horarios todo el año, exceptuando los días excepcionales vísperas de festivo y festivos de Navidad en los que los horarios también cambian y se reducen.
Al igual que el resto de líneas de titularidad estatal, las siglas VAC corresponden a Viajeros Administración Central.

### Rutas
Existen distintas rutas que abarcan otras poblaciones. A menudo se suele añadir al nombre de la concesión el apéndice "con hijuelas" refiriéndose algunos recorridos que abarcan distintas poblaciones de sus extremos.
| Número | Itinerario                                                        |
| Ruta 1 | Madrid - Aranda de Duero                                          |
| Ruta 2 | Madrid - Aranda de Duero DIRECTO                                  |
| Ruta 3 | Madrid - El Burgo de Osma                                         |
| Ruta 4 | Santo Tomé del Puerto - El Burgo de Osma                          |
| Ruta 5 | Madrid - Aranda de Duero DIRECTO, por Aeropuerto T4 y Boceguillas |

## Recorrido y paradas

### Sentido Madrid - Aranda de Duero
Comienza su recorrido en el intercambiador subterráneo de Avenida de América junto al resto de dársenas de largo recorrido. Circula por la A-1 hacia el norte realizando algunas paradas de líneas interurbanas de Madrid en las que sólo permite la subida de viajeros. Continúa fuera de la Comunidad de Madrid realizando algunas paradas en los pueblos colindantes hasta llegar a Aranda de Duero.
Lo servicios DIRECTOS no realizan ninguna parada entre Madrid y Aranda de Duero, salvo aquellas que paran en Boceguillas.
Las paradas intermedias de la línea no se realizan salvo que exista un billete comprado de ida o vuelta para dicha parada.
| Código                                                                               | Zona | Localidad                  | Denominación                                          | Ubicación                                | Líneas de la parada | Metro / Cercanías  |
| ------------------------------------------------------------------------------------ | ---- | -------------------------- | ----------------------------------------------------- | ---------------------------------------- | --- | ------------------ |
|                                                                                      |      | Madrid                     | Intercambiador de Avenida de América - Nivel -1       | Avenida de América Nº13                  | VAC-022 VAC-092 VAC-099 VAC-157 VAC-208 VAC-242                                                                         | Avenida de América |
| Los servicios DIRECTOS no realizan ninguna de las siguientes paradas                 |      |                            |                                                       |                                          | |                    |
| Los servicios con paso por el Aeropuerto Madrid-Barajas realizan la siguiente parada |      |                            |                                                       |                                          | |                    |
|                                                                                      |      | Madrid                     | Aeropuerto Madrid-Barajas                             | Estación de autobuses terminal T4        | VAC-022 VAC-046 VAC-051 VAC-055 VAC-087 VAC-092 VAC-093 VAC-099 VAC-157 VAC-160 VAC-208 VAC-216 VAC-223 VAC-242 VAC-259 | Aeropuerto T4      |
| Paradas del itinerario normal                                                        |      |                            |                                                       |                                          | |                    |
| 06692                                                                                |      | Alcobendas                 | Avenida Olímpica - Pabellón Deportivo                 | Avenida Olímpica Nº3A                    | 151 152C 153 154 154C 156 158 161 171 181 182 183 191193194195196197N103 N104VAC-242                                    |                    |
| 06693                                                                                |      | San Sebastián de los Reyes | Paseo de Europa - Calle de María Santos Colmenar      | Paseo de Europa S/N.º                    | 152C 154 156 161 180 181 182 183 191 193 194 195 196 197 N103 N104 VAC-2424 7                                           |                    |
|                                                                                      |      | San Agustín del Guadalix   | Calle del Búho Real Nº3                               | Calle del Búho Real Nº3                  | VAC-242 |                    |
| 10329                                                                                |      | El Molar                   | Plaza Mayor - Ayuntamiento                            | Plaza Mayor S/N.º                        | 191 193 194 195 196 N104 VAC-242                                                                                        |                    |
| 10340                                                                                |      | Venturada                  | Venturada - Carretera de Irún                         | Carretera de Irún Nº10                   | 191 193 193A 194 195 196 197C N104 VAC-242                                                                              |                    |
| 20784                                                                                |      | Cabanillas de la Sierra    | Cabanillas de la Sierra - Calle de las Eras           | Carretera de Irún km. 54                 | 191193194195196VAC-242                                                                                                  |                    |
| 10346                                                                                |      | La Cabrera                 | Avenida de La Cabrera - Calle de Luis Fernández Urosa | Avenida de La Cabrera Nº28               | 191 193 194 195 196 197B VAC-242                                                                                        |                    |
| 10347                                                                                |      | Lozoyuela                  | Avenida de Madrid - Ayuntamiento                      | Avenida de Madrid Nº82                   | 191 194 194A 195 195A 195B 196 VAC-242                                                                                  |                    |
| 21130                                                                                |      | Buitrago del Lozoya        | Avenida de Madrid - Calle Real                        | Avenida de Madrid Nº13                   | 191 191A 191B 195B 196 VAC-157VAC-242                                                                                   |                    |
| 10390                                                                                |      | La Serna del Monte         | Carretera A-1 - Cruce de La Serna del Monte           | A-1 km. 80                               | 191 VAC-242 |                    |
| 19230                                                                                |      | Robregordo                 | Robregordo - Calle de las Eras                        | Calle Balgares Nº52                      | 191 191B VAC-242 |                    |
| 10394                                                                                |      | Somosierra                 | Somosierra - Carretera de Irún                        | Carretera de Irún Nº2                    | 191 191B VAC-242 |                    |
|                                                                                      |      | Santo Tomé del Puerto      | Avenida de la Estación - Camino Rural                 | Avenida de la Estación - Camino Rural    | VAC-242 |                    |
|                                                                                      |      | Cerezo de Abajo            | Hotel Langa                                           | N-110 km. 102,5                          | VAC-242 |                    |
|                                                                                      |      | Castillejo de Mesleón      | Calle Real - Calle de Segovia                         | Calle Real - Calle de Segovia            | VAC-242 |                    |
| Los servicios DIRECTOS con paso por Boceguillas realizan la siguiente parada         |      |                            |                                                       |                                          | |                    |
|                                                                                      |      | Boceguillas                | Estación de Autobuses                                 | Calle de la Cárcel Nº27                  | VAC-242 |                    |
| Los servicios DIRECTOS no realizan ninguna de las siguientes paradas                 |      |                            |                                                       |                                          | |                    |
|                                                                                      |      | Fresno de la Fuente        | Plaza del Ayuntamiento                                | Calle Salegar S/Nº                       | VAC-242 |                    |
|                                                                                      |      | Carabias                   | Plaza Mayor                                           | Plaza Mayor                              | VAC-242 |                    |
|                                                                                      |      | Honrubia de la Cuesta      | Plaza Mayor - Calle del Pozo                          | Plaza Mayor - Calle del Pozo             | VAC-242 |                    |
|                                                                                      |      | Pardilla                   | Plaza Mayor                                           | Calle Real - Calle San Juan Bautista     | VAC-242 |                    |
|                                                                                      |      | Milagros                   | Avenida de Castilla - Calle de San Antón              | Avenida de Castilla - Calle de San Antón | VAC-242 |                    |
|                                                                                      |      | Fuentespina                | N-1 - Calle Santo Cristo                              | N-1 - Calle Santo Cristo                 | VAC-242 |                    |
| Los servicios DIRECTOS vuelven a realizar la siguiente parada                        |      |                            |                                                       |                                          | |                    |
|                                                                                      |      | Aranda de Duero            | Estación de Autobuses                                 | Carretera de Valladolid S/Nº             | VAC-145 VAC-157 VAC-242                                                                                                 |                    |

### Sentido Aranda de Duero - Madrid
El recorrido de vuelta es idéntico al de ida en sentido contrario.
| Código                                                                               | Zona | Localidad                  | Denominación                                          | Ubicación                                | Líneas de la parada | Metro / Cercanías  |
| ------------------------------------------------------------------------------------ | ---- | -------------------------- | ----------------------------------------------------- | ---------------------------------------- | --- | ------------------ |
|                                                                                      |      | Aranda de Duero            | Estación de Autobuses                                 | Carretera de Valladolid S/Nº             | VAC-145 VAC-157 VAC-242                                                                                                 |                    |
| Los servicios DIRECTOS no realizan ninguna de las siguientes paradas                 |      |                            |                                                       |                                          | |                    |
|                                                                                      |      | Fuentespina                | N-1 - Calle Santo Cristo                              | N-1 - Calle Santo Cristo                 | VAC-242 |                    |
|                                                                                      |      | Milagros                   | Avenida de Castilla - Calle de San Antón              | Avenida de Castilla - Calle de San Antón | VAC-242 |                    |
|                                                                                      |      | Pardilla                   | Plaza Mayor                                           | Calle Real - Calle San Juan Bautista     | VAC-242 |                    |
|                                                                                      |      | Honrubia de la Cuesta      | Plaza Mayor - Calle del Pozo                          | Plaza Mayor - Calle del Pozo             | VAC-242 |                    |
|                                                                                      |      | Carabias                   | Plaza Mayor                                           | Plaza Mayor                              | VAC-242 |                    |
|                                                                                      |      | Fresno de la Fuente        | Plaza del Ayuntamiento                                | Calle Salegar S/Nº                       | VAC-242 |                    |
| Los servicios DIRECTOS con paso por Boceguillas realizan la siguiente parada         |      |                            |                                                       |                                          | |                    |
|                                                                                      |      | Boceguillas                | Estación de Autobuses                                 | Calle de la Cárcel Nº27                  | VAC-242 |                    |
| Los servicios DIRECTOS no realizan ninguna de las siguientes paradas                 |      |                            |                                                       |                                          | |                    |
|                                                                                      |      | Castillejo de Mesleón      | Calle Real - Calle de Segovia                         | Calle Real - Calle de Segovia            | VAC-242 |                    |
|                                                                                      |      | Cerezo de Abajo            | Hotel Langa                                           | N-110 km. 102,5                          | VAC-242 |                    |
|                                                                                      |      | Santo Tomé del Puerto      | Avenida de la Estación - Camino Rural                 | Avenida de la Estación - Camino Rural    | VAC-242 |                    |
| 10395                                                                                |      | Somosierra                 | Somosierra - Carretera de Irún                        | Carretera de Irún S/N.º                  | 191 191B VAC-242 |                    |
| 19231                                                                                |      | Robregordo                 | Robregordo - Calle de las Eras                        | Calle Balgares Nº67                      | 191 191B VAC-242 |                    |
| 10391                                                                                |      | La Serna del Monte         | Carretera A-1 - Cruce de La Serna del Monte           | A-1 km. 80,4                             | 191 VAC-242 |                    |
| 12545                                                                                |      | Buitrago del Lozoya        | Avenida de Madrid - Calle Real                        | Avenida de Madrid Nº10                   | 191 191D 191E 194A 195A 196 VAC-157VAC-242                                                                              |                    |
| 10348                                                                                |      | Lozoyuela                  | Avenida de Madrid - Ayuntamiento                      | Avenida de Madrid Nº85                   | 191 194 195 196 VAC-242                                                                                                 |                    |
| 10345                                                                                |      | La Cabrera                 | Avenida de La Cabrera - Calle de Luis Fernández Urosa | Avenida de La Cabrera Nº23               | 191 193 194 195 196 197B VAC-242                                                                                        |                    |
| 20785                                                                                |      | Cabanillas de la Sierra    | Cabanillas de la Sierra - Calle de las Eras           | Carretera de Irún km. 54                 | 191193194195196197CVAC-242                                                                                              |                    |
| 10341                                                                                |      | Venturada                  | Venturada - Carretera de Irún                         | Carretera de Irún Nº7                    | 191 193 193A 194 195 196 197C N104 VAC-242                                                                              |                    |
| 09649                                                                                |      | El Molar                   | Plaza Mayor - Calle de la Fuente                      | Plaza Mayor Nº10                         | 191 193 193A 194 195 196 197D N104 VAC-242                                                                              |                    |
|                                                                                      |      | San Agustín del Guadalix   | Calle del Búho Real Nº3                               | Calle del Búho Real Nº3                  | VAC-242 |                    |
| 06751                                                                                |      | San Sebastián de los Reyes | Paseo de Europa - Parque Picos de Olite               | Paseo de Europa Nº26                     | 152C 156 161 171 180 181 182 183 184 191 193 194 195 196 197 N102 N103 N104 VAC-2424 5                                  |                    |
| 06752                                                                                |      | Alcobendas                 | Bulevar de Salvador Allende - Calle de Soria          | Bulevar de Salvador Allende Nº19         | 181 182 183 184 191193194195196197N103 N104VAC-242                                                                      |                    |
| Los servicios con paso por el Aeropuerto Madrid-Barajas realizan la siguiente parada |      |                            |                                                       |                                          | |                    |
|                                                                                      |      | Madrid                     | Aeropuerto Madrid-Barajas                             | Estación de autobuses terminal T4        | VAC-022 VAC-046 VAC-051 VAC-055 VAC-087 VAC-092 VAC-093 VAC-099 VAC-157 VAC-160 VAC-208 VAC-216 VAC-223 VAC-242 VAC-259 | Aeropuerto T4      |
| Paradas del itinerario normal                                                        |      |                            |                                                       |                                          | |                    |
| Los servicios DIRECTOS vuelven a realizar la siguiente parada                        |      |                            |                                                       |                                          | |                    |
|                                                                                      |      | Madrid                     | Intercambiador de Avenida de América - Nivel -1       | Avenida de América Nº13                  | VAC-022 VAC-092 VAC-099 VAC-157 VAC-208 VAC-242                                                                         | Avenida de América |

### Sentido Madrid - El Burgo de Osma
La ruta hacia El Burgo de Osma es idéntica a los recorridos hacia Aranda de Duero hasta Cerezo de Abajo, donde se desvía recorriendo la carretera N-110 en dirección nordeste en su totalidad hasta llegar a su destino.
| Código                                                   | Zona | Localidad                  | Denominación                                          | Ubicación                                             | Líneas de la parada                                                                  | Metro              |
| -------------------------------------------------------- | ---- | -------------------------- | ----------------------------------------------------- | ----------------------------------------------------- | ------------------------------------------------------------------------------------ | ------------------ |
|                                                          |      | Madrid                     | Intercambiador de Avenida de América - Nivel -1       | Avenida de América Nº13                               | VAC-022 VAC-092 VAC-099 VAC-157 VAC-208 VAC-242                                      | Avenida de América |
| 06692                                                    |      | Alcobendas                 | Avenida Olímpica - Pabellón Deportivo                 | Avenida Olímpica Nº5                                  | 151 152C 153 154 154C 156 158 161 171 181 182 183 191193194195196197N103 N104VAC-242 |                    |
| 06693                                                    |      | San Sebastián de los Reyes | Paseo de Europa - Calle de María Santos Colmenar      | Paseo de Europa S/N.º                                 | 152C 154 156 161 180 181 182 183 191 193 194 195 196 197 N103 N104 VAC-2424 7        |                    |
|                                                          |      | San Agustín del Guadalix   | Calle del Búho Real Nº3                               | Calle del Búho Real Nº3                               | VAC-242                                                                              |                    |
| 10329                                                    |      | El Molar                   | Plaza Mayor - Ayuntamiento                            | Plaza Mayor S/N.º                                     | 191 193 194 195 196 N104 VAC-242                                                     |                    |
| 10340                                                    |      | Venturada                  | Venturada - Carretera de Irún                         | Carretera de Irún Nº10                                | 191 193 193A 194 195 196 197C N104 VAC-242                                           |                    |
| 20784                                                    |      | Cabanillas de la Sierra    | Cabanillas de la Sierra - Calle de las Eras           | Carretera de Irún km. 54                              | 191193194195196VAC-242                                                               |                    |
| 10346                                                    |      | La Cabrera                 | Avenida de La Cabrera - Calle de Luis Fernández Urosa | Avenida de La Cabrera Nº28                            | 191 193 194 195 196 197B VAC-242                                                     |                    |
| 10347                                                    |      | Lozoyuela                  | Avenida de Madrid - Ayuntamiento                      | Avenida de Madrid Nº82                                | 191 194 194A 195 195A 195B 196 VAC-242                                               |                    |
| 21130                                                    |      | Buitrago del Lozoya        | Avenida de Madrid - Calle Real                        | Avenida de Madrid Nº13                                | 191 191A 191B 195B 196 VAC-157VAC-242                                                |                    |
| 10390                                                    |      | La Serna del Monte         | Carretera A-1 - Cruce de La Serna del Monte           | A-1 km. 80                                            | 191 VAC-242                                                                          |                    |
| 19230                                                    |      | Robregordo                 | Robregordo - Calle de las Eras                        | Calle Balgares Nº52                                   | 191 191B VAC-242                                                                     |                    |
| 10394                                                    |      | Somosierra                 | Somosierra - Carretera de Irún                        | Carretera de Irún Nº2                                 | 191 191B VAC-242                                                                     |                    |
| Los servicios desde Santo Tomé del Puerto comienzan aquí |      |                            |                                                       |                                                       |                                                                                      |                    |
|                                                          |      | Santo Tomé del Puerto      | Avenida de la Estación - Camino Rural                 | Avenida de la Estación - Camino Rural                 | VAC-242                                                                              |                    |
|                                                          |      | Cerezo de Abajo            | Hotel Langa                                           | N-110 km. 102,5                                       | VAC-242                                                                              |                    |
|                                                          |      | Cerezo de Arriba           | Calle Real - Plaza de la Constitución                 | Calle Real - Plaza de la Constitución                 | VAC-242                                                                              |                    |
|                                                          |      | Riaza                      | Estación de Autobuses                                 | Carretera de Riofrío Nº5                              | VAC-242                                                                              |                    |
|                                                          |      | Gomeznarro                 | N-110 km. 111 - Calle Real                            | N-110 km. 111 - Calle Real                            | VAC-242                                                                              |                    |
|                                                          |      | Saldaña de Ayllón          | N-110 km. 104 - Carretera de Saldaña                  | N-110 km. 104 - Carretera de Saldaña                  | VAC-242                                                                              |                    |
|                                                          |      | Santa María de Riaza       | Plaza Mayor                                           | Calle Real Nº38                                       | VAC-242                                                                              |                    |
|                                                          |      | Ayllón                     | Paseo del Santo Cristo                                | Carretera de Aranda - N-110                           | VAC-242                                                                              |                    |
|                                                          |      | Fuentecambrón              | La Caseta                                             | N-110 km. 86                                          | VAC-242                                                                              |                    |
|                                                          |      | Piquera de San Esteban     | N-110 km. 81                                          | N-110 km. 81                                          | VAC-242                                                                              |                    |
|                                                          |      | Peñalba de San Esteban     | Plaza Mayor                                           | Plaza Mayor                                           | VAC-242                                                                              |                    |
|                                                          |      | Aldea de San Esteban       | Calle de las Bodegas N.º25                            | Calle de las Bodegas N.º25                            | VAC-242                                                                              |                    |
|                                                          |      | San Esteban de Gormaz      | Avenida de Valladolid N.º80                           | Avenida de Valladolid N.º80                           | VAC-145 VAC-242                                                                      |                    |
|                                                          |      | El Burgo de Osma           | Avenida de Juan Carlos I - Avenida de la Constitución | Avenida de Juan Carlos I - Avenida de la Constitución | VAC-145 VAC-242                                                                      |                    |

### Sentido El Burgo de Osma - Madrid
El recorrido de vuelta es idéntico al de ida en sentido contrario, compartiendo el tramo desde Cerezo de Abajo con los servicios procedentes de Aranda de Duero.
| Código                                                  | Zona | Localidad                  | Denominación                                          | Ubicación                                             | Líneas de la parada                                                                    | Metro              |
| ------------------------------------------------------- | ---- | -------------------------- | ----------------------------------------------------- | ----------------------------------------------------- | -------------------------------------------------------------------------------------- | ------------------ |
|                                                         |      | El Burgo de Osma           | Avenida de Juan Carlos I - Avenida de la Constitución | Avenida de Juan Carlos I - Avenida de la Constitución | VAC-145 VAC-242                                                                        |                    |
|                                                         |      | San Esteban de Gormaz      | Avenida de Valladolid N.º80                           | Avenida de Valladolid N.º80                           | VAC-145 VAC-242                                                                        |                    |
|                                                         |      | Aldea de San Esteban       | Calle de las Bodegas N.º25                            | Calle de las Bodegas N.º25                            | VAC-242                                                                                |                    |
|                                                         |      | Peñalba de San Esteban     | Plaza Mayor                                           | Plaza Mayor                                           | VAC-242                                                                                |                    |
|                                                         |      | Piquera de San Esteban     | N-110 km. 81                                          | N-110 km. 81                                          | VAC-242                                                                                |                    |
|                                                         |      | Fuentecambrón              | La Caseta                                             | N-110 km. 86                                          | VAC-242                                                                                |                    |
|                                                         |      | Ayllón                     | Paseo del Santo Cristo                                | Carretera de Aranda - N-110                           | VAC-242                                                                                |                    |
|                                                         |      | Santa María de Riaza       | Plaza Mayor                                           | Calle Real Nº38                                       | VAC-242                                                                                |                    |
|                                                         |      | Saldaña de Ayllón          | N-110 km. 104 - Carretera de Saldaña                  | N-110 km. 104 - Carretera de Saldaña                  | VAC-242                                                                                |                    |
|                                                         |      | Gomeznarro                 | N-110 km. 111 - Calle Real                            | N-110 km. 111 - Calle Real                            | VAC-242                                                                                |                    |
|                                                         |      | Riaza                      | Estación de Autobuses                                 | Carretera de Riofrío Nº5                              | VAC-242                                                                                |                    |
|                                                         |      | Cerezo de Arriba           | Calle Real - Plaza de la Constitución                 | Calle Real - Plaza de la Constitución                 | VAC-242                                                                                |                    |
|                                                         |      | Cerezo de Abajo            | Hotel Langa                                           | N-110 km. 102,5                                       | VAC-242                                                                                |                    |
|                                                         |      | Santo Tomé del Puerto      | Avenida de la Estación - Camino Rural                 | Avenida de la Estación - Camino Rural                 | VAC-242                                                                                |                    |
| Los servicios hasta Santo Tomé del Puerto terminan aquí |      |                            |                                                       |                                                       |                                                                                        |                    |
| 10395                                                   |      | Somosierra                 | Somosierra - Carretera de Irún                        | Carretera de Irún S/N.º                               | 191 191B VAC-242                                                                       |                    |
| 19231                                                   |      | Robregordo                 | Robregordo - Calle de las Eras                        | Calle Balgares Nº67                                   | 191 191B VAC-242                                                                       |                    |
| 10391                                                   |      | La Serna del Monte         | Carretera A-1 - Cruce de La Serna del Monte           | A-1 km. 80,4                                          | 191 VAC-242                                                                            |                    |
| 12545                                                   |      | Buitrago del Lozoya        | Avenida de Madrid - Calle Real                        | Avenida de Madrid Nº10                                | 191 191D 191E 194A 195A 196 VAC-157VAC-242                                             |                    |
| 10348                                                   |      | Lozoyuela                  | Avenida de Madrid - Ayuntamiento                      | Avenida de Madrid Nº85                                | 191 194 195 196 VAC-242                                                                |                    |
| 10345                                                   |      | La Cabrera                 | Avenida de La Cabrera - Calle de Luis Fernández Urosa | Avenida de La Cabrera Nº23                            | 191 193 194 195 196 197B VAC-242                                                       |                    |
| 20785                                                   |      | Cabanillas de la Sierra    | Cabanillas de la Sierra - Calle de las Eras           | Carretera de Irún km. 54                              | 191193194195196197CVAC-242                                                             |                    |
| 10341                                                   |      | Venturada                  | Venturada - Carretera de Irún                         | Carretera de Irún Nº7                                 | 191 193 193A 194 195 196 197C N104 VAC-242                                             |                    |
| 09649                                                   |      | El Molar                   | Plaza Mayor - Calle de la Fuente                      | Plaza Mayor Nº10                                      | 191 193 193A 194 195 196 197D N104 VAC-242                                             |                    |
|                                                         |      | San Agustín del Guadalix   | Calle del Búho Real Nº3                               | Calle del Búho Real Nº3                               | VAC-242                                                                                |                    |
| 06751                                                   |      | San Sebastián de los Reyes | Paseo de Europa - Parque Picos de Olite               | Paseo de Europa Nº26                                  | 152C 156 161 171 180 181 182 183 184 191 193 194 195 196 197 N102 N103 N104 VAC-2424 5 |                    |
| 06752                                                   |      | Alcobendas                 | Bulevar de Salvador Allende - Calle de Soria          | Bulevar de Salvador Allende Nº19                      | 181 182 183 184 191193194195196197N103 N104VAC-242                                     |                    |
|                                                         |      | Madrid                     | Intercambiador de Avenida de América - Nivel -1       | Avenida de América Nº13                               | VAC-022 VAC-092 VAC-099 VAC-157 VAC-208 VAC-242                                        | Avenida de América |